# Plutajući admiral
Plutajući admiral (izdan 1931.) je kriminalistički roman detektivskog kluba. Svoje doprinose romanu dali su Gilbert Keith Chesterton, Agatha Christie, Dorothy L. Sayers, Roland Knox i Freeman Wills Crofts. 